# 元纪
元纪（？—？），字子纲，河南郡洛阳县（今河南省洛阳市东）人，追尊魏景穆帝拓跋晃曾孙，侍中、假黄钺、使持节、都督中外诸军事、太傅、领太尉公、任城文宣王元澄之子，元魏宗室、官员。

## 生平
元纪的在永熙年间官至给事黄门侍郎，随魏孝武帝元修西入关中，官至尚书左仆射，封华山郡王。

## 其他
北魏洛阳城中昭仪寺西南有座愿会寺，是中书舍人王翊将住宅施舍而成的佛寺，高五尺，树枝横绕，枝叶繁盛，形同鸟羽伞盖。桑树第二层又是五尺高，树枝和枝叶又是形同鸟羽伞盖。桑树一共有五层，每层的叶子和桑葚长相各异。洛阳的出家人和世俗人都称之为神桑，来观看的人把愿会寺挤得像市场一样，施舍财物的人很多。魏孝武帝听说后很厌恶，认为是惑乱众人，命令给事黄门侍郎元纪将桑树砍伐。砍伐的当天云雾阴沉，斧子砍到树上，被砍之处流血到地，见到的人没有不悲痛哭泣的。

## 家庭

### 曾祖
- 拓跋晃，北魏恭宗景穆皇帝

### 祖父
- 拓跋云，北魏使持节、侍中、大都督、开府仪同三司、任城康王

### 父母
- 元澄，北魏侍中、假黄钺、使持节、都督中外诸军事、太傅、领太尉公、任城文宣王

### 兄弟姐妹
- 元顺，北魏征南将军、左仆射、右光禄大夫、东阿文烈公
- 元淑，早逝
- 元悲，早逝
- 元彝，北魏骁骑将军、通直散骑常侍、任城文昭王
- 新丰公主，嫁西魏持节、都督东秦州诸军事、车骑大将军、东秦州刺史、刈陵县开国子杜欑，追赠京兆公主
- 元氏，嫁北魏镇南将军、金紫光禄大夫、国子祭酒王翊